# Dom samobójcy i dom matki samobójcy
Dom samobójcy i dom matki samobójcy (czes. Dům sebevraha a Dům matky sebevraha) – pomnik upamiętniający Jana Palacha, zlokalizowany w Pradze, nad Wełtawą, przy placu Jana Palacha (czes. náměstí Jana Palacha) oraz ulicy Alšovo nábřeží, w sąsiedztwie Mostu Mánesa. Obiekt upamiętnia Jana Palacha, studenta historii i ekonomii politycznej na Wydziale Filozoficznym Uniwersytetu Karola w Pradze, który w proteście przeciwko agresji wojsk Układu Warszawskiego na Czechosłowację i powszechnej apatii czeskiego społeczeństwa, 16 stycznia 1969 dokonał aktu samospalenia przed Muzeum Narodowym na placu Wacława w Pradze.

## Historia

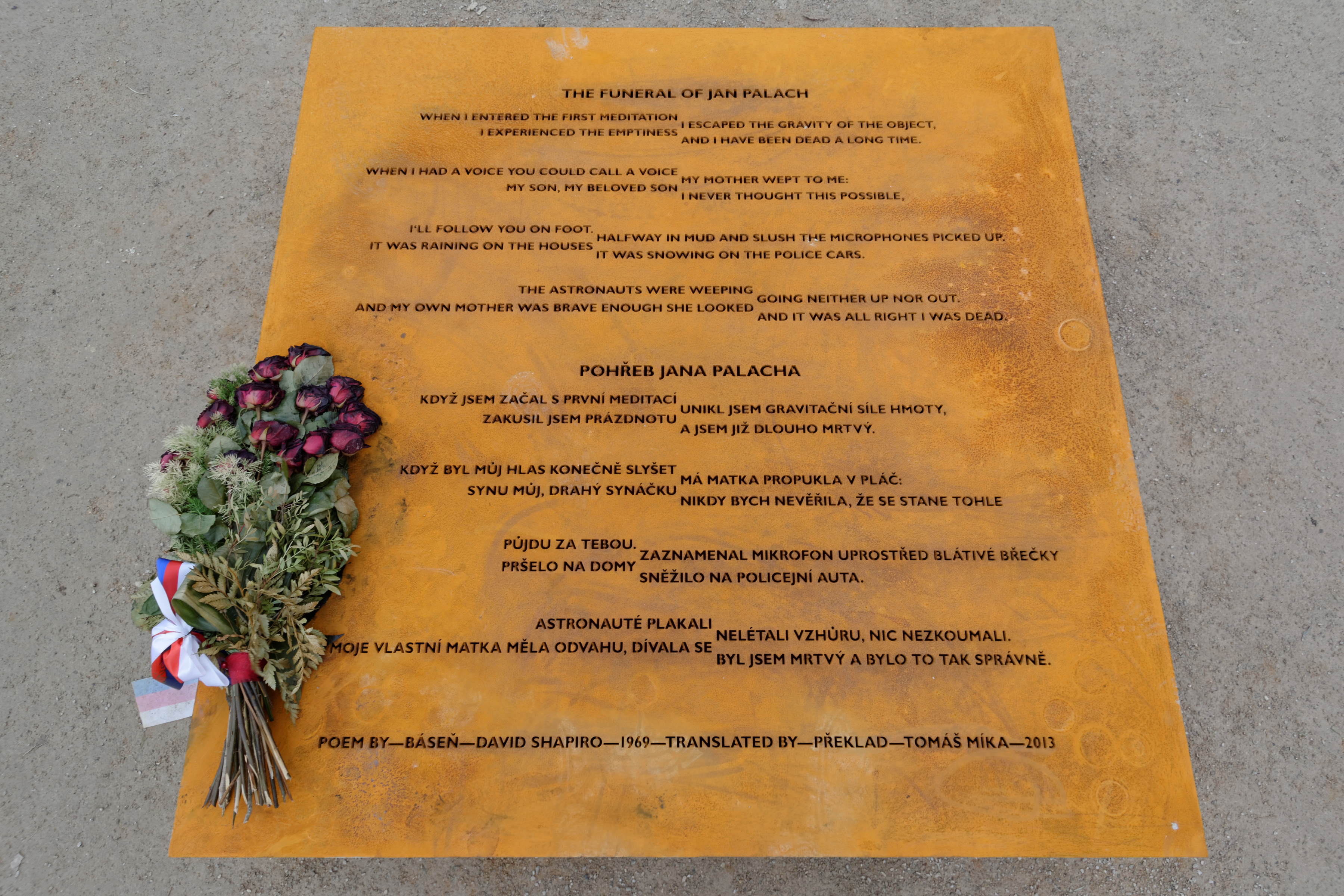
Wiersz Davida Shapiro, Pogrzeb Jana Palacha

Autorem dzieła jest amerykański architekt i rzeźbiarz, John Hejduk, a pracę inspirował wiersz amerykańskiego poety Davida Shapiro, Pogrzeb Jana Palacha, a także obraz Paula Cezanne'a Dom wisielca. Pierwsza koncepcja (zatytułowana Dom samobójstwa) zakładała tylko jedna bryłę. Konstrukcja monumentu została stworzone w 1986 przez grupę studentów Georgia Institute of Technology w Atlancie pod kierunkiem Jamesa Williamsona we współpracy z Hejdukiem. W 1991, na zaproszenie Václava Havla, Hejduk zainstalował drugą wersję dzieła w Ogrodzie Królewskim na Zamku Praskim. W geście demokratycznej solidarności obiekt dedykowano prezydentowi Havlowi i narodowi Czechosłowacji. W otwarciu wystawy wzięli udział prezydent Havel i Shirley Temple Black, ówczesny ambasador USA w Pradze. Pod koniec dekady drewniane konstrukcje zostały poważnie naruszone przez warunki atmosferyczne, popadły w ruinę i zostały usunięte. Według córki Hejduka, Renaty Hejduk, pomysł zamontowania dzieła na stałe powrócił do życia w 2000, gdy architekt był już na łożu śmierci, ale projekt zrealizowano dopiero po piętnastu latach.
Teren na Placu Jana Palacha został zaprojektowany przez MCA Studio pod kierunkiem architektów Miroslava Cikána i Pavli Melkovej, we współpracy z architektem Václavem Králíčkiem i nawiązuje do wcześniejszego planu lokalizacji dzieła na Alšovo nábřeží, które było częścią studium konkursowego na z 2002 autorstwa Václava Králíčka. Od 2014 realizacją zajmowała się Galeria Miejska w Pradze. Monument odsłonięto 16 stycznia 2016.

## Forma
Pomnik jest częścią serii Maski Hejduka. Dzieło, złożone z dwóch brył, postrzega się jako dwie "postaci": matkę i syna. Całość uzupełnia posadowiono w centrum tablica z wierszem Shapiro. Każda część o wymiarach 2.74 na 2.74 metra (9 na 9 stóp) jest zwieńczony koroną ze stalowych "kolców". Rzeźba, wyprodukowana przez czeskie przedsiębiorstwo Kruntorád Metal Design Jana Kruntoráda, jest pokryta polerowaną stalą nierdzewną ("syn"), a "matka" ciemną stalą CorTen. Bryła domu "syna" jest całkowicie zamknięta, ale dom "matki" ma ciasny pokój z jednym oknem, z którego matka wiecznie wypatruje swojego umęczonego syna. Do bryły tej można wchodzić i wyglądać przez okno.